# La Rumorosa
 La Rumorosa est un village et une municipalité de l'État de Basse-Californie au Mexique. Ce village est entre Tecate et Mexicali.

## Climat
Le climat de La Rumorosa est méditerranéen avec des étés secs et chauds et hivers pluvieux. Les chutes de neige sont observées parfois, la plupart du temps en février.

## Démographie
En 2005, l'INEGI a enregistré une population de 1 615 habitants.